# Glock 34
La Glock 34 è una pistola semiautomatica prodotta dall'austriaca Glock.
Incamerata in 9 mm Parabellum è la versione da competizione della Glock 17, rispetto alla quale presenta vari accorgimenti per migliorarne la precisione.